# 彊姓
彊姓，罕见姓氏，中国、朝鲜半岛均有分布。

## 中国姓氏
宋郑樵撰《通志·氏族略》有记载。《姓氏考略》中据《路史》注“禺彊氏后有彊氏”，引《潜夫论》“彊氏，姜姓”。

## 韩国姓氏
彊姓在朝鲜语谚文中记作，与姜、剛、康、強、江等姓氏的谚文相同。已知的朝鲜族彊姓仅“晋州彊氏”一个本贯，1930年由日本殖民当局进行的人口普查“昭和5年朝鮮國勢調査”时首次记载，当时仅統營市光道面牛洞里彊善岳一家。1960年的人口普查中，有16人为彊姓，在全部258姓氏中排名第236位；1985年的人口普查中，彊姓在全部275姓氏中排名第147位。

### 人口普查
从1925年日本殖民朝鲜开始韩国有了现代意义上的人口普查，在1930年的普查中首次有彊姓的记录。
| 年度   | 人口   | 家口數 | 排名         | 备注  |
| ------ | ------ | ------ | ------------ | ----- |
| 1930年 |        | 1      |              | [ 1 ] |
| 1960年 | 16     |        | 258姓中236位 | [ 1 ] |
| 1985年 | 1,863  | 427    | 274姓中147位 | [ 2 ] |
| 2000年 | 13,328 | 4,375  | 102位        | [ 2 ] |

## 延伸阅读
[在维基数据编辑]
 《欽定古今圖書集成·明倫彙編·氏族典·彊姓部》，出自陈梦雷《古今圖書集成》